# Materialwirtschaftspolitik
Die Materialwirtschaftspolitik ist ein Bereich der Unternehmenspolitik. Sie „umfasst alle Bestrebungen, Handlungen und Maßnahmen, die darauf abzielen, den materialwirtschaftlichen Prozess zu ordnen, zu beeinflussen oder unmittelbar festzulegen und zu kontrollieren.“
Die Materialwirtschaftspolitik gliedert sich in die drei Teilbereiche Planung, Organisation und Kontrolle.
Ihre Aufgaben sind die Formulierung der von der Materialwirtschaft angestrebten Ziele, die Bestimmung der einzusetzenden Mittel, die Festlegung des Mitteleinsatzes und die Kontrolle der Zielerreichung.

## Funktionen

### Verpflichtungs- und Kontrollfunktion
Die Unternehmensleitung ist verpflichtet die Materialwirtschaftspolitik zu formulieren bzw. zu genehmigen. Die Materialwirtschaft ist dann sowohl Träger als auch Zielgruppe der Materialwirtschaftspolitik. Das bedeutet, dass sie sowohl ihren eigenen Bereich (Selbstgestaltung), als auch jenen der Lieferanten und der Bedarfsträger (Fremdgestaltung) gestalten muss.
Die Ergebnisse des materialwirtschaftlichen Handelns können kontrolliert werden, indem man sie mit den in der Materialwirtschaftspolitik verankerten Zielen vergleicht.

### Harmonisierungsfunktion
Die Materialwirtschaftspolitik muss zum einen auf die Unternehmenspolitik abgestimmt werden, zum anderen soll sie Differenzen zwischen der Materialwirtschaft und anderen Unternehmensbereichen vermeiden.

### Informationsfunktion
Besonders wichtig ist es vor allem die Lieferanten und Bedarfsträger über die Materialwirtschaftspolitik zu informieren.

### Motivations- und Aktivierungsfunktion
Die explizite Formulierung der Materialwirtschaftspolitik unterstreicht, dass die Materialwirtschaft eine Managementaufgabe ist.

## Zielgruppen
Die Materialwirtschaft ist neben der Unternehmensleitung der primäre Träger der Materialwirtschaftspolitik. Wenn sie selbst zur Zielgruppe wird, spricht man von Selbstgestaltung. Interne Fremdgestaltung liegt vor, wenn die Bedarfsträger als Zielgruppe gewählt werden. Wenn die Lieferanten die Zielgruppe sind, spricht man von externer Fremdgestaltung.

## Handlungsebenen
Materialwirtschaftspolitik auf der bonetären Ebene bedeutet Einflussnahme auf die Güterflüsse vom Lieferanten zum Bedarfsträger und umgekehrt. Die monetäre Handlungsebene umfasst die Finanzströme: sowohl den Geldfluss zwischen dem Abnehmer und den Lieferanten als auch innerbetriebliche Wertströme. Mit der dispositiven Ebene sind Informations- und Entscheidungsprozesse gemeint. Die Handlungsebenen können einzeln oder kombiniert beeinflusst werden.

## Politikfelder
Durch Kombination der Zielgruppen und der Handlungsebenen kann man verschiedene Politikfelder ableiten.
| Zielgruppe\Handlungsebene | monetär | bonetär |
| Materialwirtschaft        |         |         |
| Lieferanten               |         |         |
| Bedarfsträger             |         |         |

Je nach Entwicklungsstufe der Materialwirtschaftspolitik sind nur bestimmte Politikfelder aktiv. Beispielsweise sind bei der Vorratsbeschaffung die monetären und bonetären Handlungsebenen der Materialwirtschaft (Selbstgestaltung) und die monetäre Ebene der Zielgruppe Lieferanten aktiv.

## Ausgewählte Materialwirtschaftspolitiken
Man unterscheidet selektive und ganzheitliche Materialwirtschaftspolitiken. Der Unterschied liegt darin, dass bei ganzheitlichen alle Zielgruppen und alle Handlungsebenen angesprochen werden. Selektive Formen der Materialwirtschaftspolitik sind z. B. die Vorratsbeschaffung und die Einzelbeschaffung im Bedarfsfall. Die Fertigungssynchrone Anlieferung (Just in Time) und die Anlieferungssynchrone Fertigung gehören zu den ganzheitlichen Materialwirtschaftspolitiken.